# Józef Konopka (1884–1940)
Józef Marian Konopka (ur. 10 grudnia 1884 w Krakowie, zm. 4 lub 5 kwietnia 1940 w Katyniu) – polski inżynier, major uzbrojenia Wojska Polskiego, ofiara zbrodni katyńskiej.

## Życiorys
Urodził się 10 grudnia 1884 w Krakowie, w rodzinie szlacheckiej Tadeusza herbu Nowina (1844–1903) i Jadwigi ze Skórzewskich herbu Drogosław (1861–1933). Był starszym bratem Romana (1888–1914), Hipolita (1894–1945) i Antoniego (ur. 1898). Ukończył studia na Wydziale Mechanicznym c. k. Szkoły Politechnicznej we Lwowie.
Po odbyciu obowiązkowej służby wojskowej w cesarskiej i królewskiej armii, w charakterze jednorocznego ochotnika został mianowany kadetem rezerwy ze starszeństwem z 1 stycznia 1911 i wcielony do 1 dywizjonu artylerii konnej w Krakowie. W 1913 został mianowany chorążym rezerwy ze starszeństwem z 1 stycznia 1911. W czasie I wojny światowej walczył w szeregach macierzystego dywizjonu, który w 1918 został przeformowany w pułk artylerii konnej nr 7 K. Na stopień porucznika rezerwy został awansowany ze starszeństwem z 1 listopada 1915.
Uczestnik walk o Lwów, Przemyśl i Rawę Ruską. 7 maja 1919 został przyjęty do Wojska Polskiego z byłej armii austro-węgierskiej, z zatwierdzeniem posiadanego stopnia porucznika ze starszeństwem od dnia 1 listopada 1915, z zaliczeniem do I Rezerwy armii oraz powołaniem do służby czynnej na czas wojny aż do demobilizacji i z dniem 1 listopada 1918 przydzielony Szkoły Oficerów Artylerii w Rembertowie.
Z dniem 25 października 1921 został zdemobilizowany i przydzielony w rezerwie do 1 pułk artylerii górskiej. 8 stycznia 1924 został zatwierdzony w stopniu majora ze starszeństwem z 1 czerwca 1919 i 11. lokatą w korpusie oficerów rezerwy uzbrojenia. Posiadał wówczas przydział w rezerwie do 10 Okręgowego Zakładu Uzbrojenia w Przemyślu. W 1934, jako oficer rezerwy pozostawał w ewidencji Powiatowej Komendy Uzupełnień Warszawa Miasto III i posiadał przydział do Kadry 10 Oddziału Służby Uzbrojenia. W 1935 został przeniesiony do pospolitego ruszenia. 
Po zwolnieniu z wojska był pracownikiem i dyrektorem zakładów gazowniczych i wodociągowych w Krakowie i Jarosławiu. Od 1926 pracował w Komisji Normalizacyjnej przy Ministerstwie Przemysłu i Handlu. W latach 30. mieszkał w Warszawie przy ul. Granicznej 10 m. 14. Był dyrektorem Związku Gospodarczego Gazowni i Zakładów Wodociągowych w Państwie Polskim z siedzibą w Warszawie przy ul. Nowogrodzkiej 26 m. 1 oraz członkiem zwyczajnym Zrzeszenia Gazowników i Wodociągowców Polskich.
W nieznanych okolicznościach, po agresji ZSRR na Polskę (17 września 1939), dostał się do sowieckiej niewoli i został osadzony w obozie w Kozielsku. 3 kwietnia 1940 został przekazany do dyspozycji naczelnika Zarządu NKWD Obwodu Smoleńskiego. 4 lub 5 kwietnia 1940 zamordowany w Katyniu i tam pogrzebany. Od 28 lipca 2000 spoczywa na Polskim Cmentarzu Wojennym w Katyniu.
Był dwukrotnie żonaty. Pierwszą żoną była Anna z Gaszyńskich herbu Jastrzębiec, zmarła 6 lipca 1915. Po raz drugi ożenił się z Heleną z Malinowskich, z którą miał córkę Annę Marię (1921–2010).
5 października 2007 minister obrony narodowej Aleksander Szczygło mianował go pośmiertnie na stopień podpułkownika. Awans został ogłoszony 9 listopada 2007, w Warszawie, w trakcie uroczystości „Katyń Pamiętamy – Uczcijmy Pamięć Bohaterów”.

## Ordery i odznaczenia
- Odznaka pamiątkowa „Orlęta”[1]
- Srebrny Medal Zasługi Wojskowej z mieczami na wstążce Krzyża Zasługi Wojskowej[7]
- Brązowy Medal Zasługi Wojskowej z mieczami na wstążce Krzyża Zasługi Wojskowej[7]
- Krzyż Wojskowy Karola[7]

9 grudnia 1935 Komitet Krzyża i Medalu Niepodległości odrzucił wniosek o nadanie mu tego odznaczenia „z powodu braku pracy niepodległościowej”.